# Förintelseförnekelse
Förintelseförnekelse är uppfattningen att Förintelsen – det vill säga det folkmord på framför allt judar som ägde rum under andra världskriget – inte ägde rum alls, eller inte hade den omfattning som erkänns av nutida akademisk forskning.
Förintelseförnekelse beskrivs av dess förespråkare som en form av politisk historierevisionism, men anses av forskare vara en ogrundad konspirationsteori, som av bland annat Forum för levande historia anses vara politisk. Förintelseförnekare och förintelsekritiker omnämner i regel sig själva som "revisionister". Det finns en korrelation mellan förintelseförnekelse och antisemitism, och motivet är ofta att rentvå nazismen eller att missakta den judiska folkgruppen. Professionella historiker ser de empiriska beläggen för att ett organiserat och medvetet folkmord på Europas judar ägt rum som otvetydiga, även om man kan tvista om omfattning, djupet av planering och intention, samt paralleller till andra brott mot mänskligheten. Förintelseförnekare förnekar inte alltid att romer, sovjetiska krigsfångar m fl och politiska meningsmotståndare mördades utan fokuserar oftast sin så kallade historierevisionism på de judiska offren och deras omfattning. En variation, som i viss mån är omtvistad, är ifrågasättande av Adolf Hitlers personliga avsikter, som vissa förnekare, som David Irving, avfärdar och menar att Hitler var omedveten om ett systematiskt massmord. 
Begreppet förintelseförnekelse omfattar även kritik av forskningen kring Förintelsen. Det har förekommit förintelseförnekelse sedan andra världskrigets dagar. Redan sommaren 1945 började Einar Åberg (som under kriget hade förespråkat "judendomens i Sverige totala förintelse") lansera påståenden att Förintelsen aldrig ägt rum. Under 1950-talet ifrågasatte den franske före detta koncentrationslägerfången Paul Rassinier den etablerade historieskrivningen kring vad som skett i de nazistiska fånglägren och han anses av vissa vara förintelseförnekelsens grundare. Rassinier menade att högst 1,6 miljoner judar dog under andra världskriget. Termen "Förintelsen" (engelska The Holocaust, från grekiskans holokauston, som betyder ett offer som helt och hållet bränts) blev under 1970-talet allmänt etablerad som benämning på nazisternas folkmord på judar. Viktiga händelser i förintelseförnekelsens historia är publiceringen av The Hoax of the Twentieth Century ("Det tjugonde århundradets största bluff") av Arthur Butz, år 1976, samt grundandet av Institute for Historical Review år 1978.
Förintelseförnekande är förbjudet i lag i flera länder, bland annat Sverige, Frankrike (där även förnekande av det armeniska folkmordet är förbjudet sedan 2012), Tyskland och Österrike, där "avsikt" att förneka eller förminska förintelsen kan ge upp till tio års fängelse.

## Förnekarnas ståndpunkter
Förintelseförnekare brukar föra fram åtminstone ett av följande påståenden:
- Adolf Hitler och Nazitysklands regering skall inte ha haft någon plan eller ha utdelat någon order för att utrota Europas judar.
- Antalet judiska dödsoffer skall ha varit betydligt färre än fem miljoner, det minsta antal som nämns i etablerad forskning.
- De flesta dödsfall skall inte ha varit systematiska massavrättningar utan i stället följder av svält eller farsoter.
- Användandet av gaskamrar som huvudsaklig avrättningsmetod skall ha varit en efterkrigskonstruktion.
- Talet 6 miljoner anses vara en efterkonstruktion med samma numerologiska relevans som den sexuddiga stjärnan på Israels flagga och sexdagarskriget som utspelade sig över den sjätte juni (6/6)

Förintelseförnekare kallar sig ofta antisionister och omfattar andra teorier, som av många anses vara konspirationsteorier, bland dessa finns:
- att sionister är ansvariga för Nürnbergrättegångarna.[7]
- att Förintelsen ska ha iscensatts för att skapa en kollektiv skuldkänsla hos människor i Västvärlden, samt för att gynna staten Israel.
- den antisemitiska ZOG-teorin.
- att överlevares och andra vittnens berättelser är orimliga.
- att vakters och officerares berättelser ska ha provocerats fram av de allierade genom tortyr.
- att en stor mängd dokument, bland annat Anne Franks dagbok skulle vara falska.

I USA, som har en tradition av vidsträckt yttrandefrihet, är det tillåtet att torgföra ovannämnda åsikter. Eftersom förintelseförnekande i en del länder anses vara motiverat av antisemitism räknas det i många europeiska länder som hets mot folkgrupp, och är därför förbjudet (i likhet med till exempel nazistiska hakkors). Förintelseförnekelse är ett brott i Belgien, Frankrike, Israel, Litauen, Polen, Rumänien, Schweiz, Slovakien, Tjeckien, Tyskland, samt i Österrike.
Även om säkert vetenskapligt underlag saknas, anser många att förintelseförnekelse blivit allt vanligare inom den muslimska världen och i Mellanöstern under senare år. Bland annat har Irans före detta president, Mahmoud Ahmadinejad, talat om Förintelsen som en "myt". I december 2006 höll Ahmadinejad en två dagar lång konferens vid vilken Förintelsen ifrågasattes. Även grupper som Hamas har publicerat texter där Förintelsens existens ifrågasätts.
Några kända personer som utpekats som förintelseförnekare är David Irving, Robert Faurisson, Ernst Zündel, Jürgen Graf, Ahmed Rami och David Cole. Fallet med David Irving, den brittiske historikern, tillhör kanske de mest kända. Irving stämde akademikern Deborah Lipstadt för ärekränkning, sedan hon 1994 publicerat en bok där hon hävdade att Irving var historierevisionist. Irving förlorade dock fallet och domstolen skrev i sin motivering att han "kan beskrivas som en förnekare av förintelsen". Han fick betala rättegångskostnaderna som motsvarade ungefär 36 miljoner kronor. Det har funnits, och finns, förintelseförnekare med olika etnisk och politisk bakgrund, men anhängare av nynazism och andra antisemitiska åsiktsriktningar är kraftigt överrepresenterade.

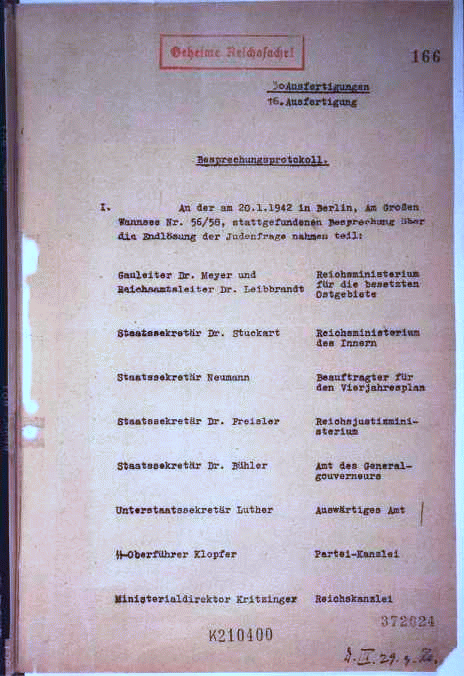
Första sidan i Wannseekonferensens protokoll, ett dokument som medvetet inte explicit nämner judeutrotning.

### Planer på, och order om, att utrota judarna
Förintelseförnekare och -kritiker hävdar att man på Wannseekonferensen inte tar upp någon utrotning av judar. Något sådant framgår inte heller av protokollet. Förintelseförnekarna kritiserar den etablerade forskningen för att den enligt dem tolkar in för mycket i de ord som står i protokollet från Wannseekonferensen, samt i andra dokument och tal. I Wannseeprotokollet anges att planen är att deportera judarna till territorier i Östeuropa. Man menar att planer på att förmå judar att flytta ut ur det egentliga Tyskland ej skall sammanblandas med att utrota judar. Man hänvisar härvid även till en artikel som sägs ha skrivits av den israeliske professorn Yehuda Bauer, där det står Allmänheten upprepar alltjämt, om och om igen, den enfaldiga berättelsen att man kom fram till utrotningen av judarna i Wannsee; Wannsee var blott en fas i utvecklandet av massmordsprocessen. Det hävdas vidare att man ej funnit några dokument författade av Hitler, Himmler, Göring eller Heydrich där utrotning av judar beordras eller nämns, detta trots att Nazitysklands ordersystem var skriftligt. Mot detta har invänts att Hitler själv talade om förintelse av den judiska rasen. Hitler den 30 januari 1939: Om den internationella finansjudenheten, inom och utom Europa, än en gång skulle lyckas störta folken in i ett världskrig, då blir resultatet inte [...] judenhetens seger, utan förintelsen av den judiska rasen i Europa! Förintelseförnekare har anfört att Hitlercitat knappast är några bevis för att Förintelsen verkligen ägt rum, samt att ord som "förinta" var en del av nazisternas jargong. Himmler yttrade i ett tal i Poznań, Polen, 4 oktober 1943: "Das jüdische Volk wird ausgerottet", sagt Ihnen jeder Parteigenosse, "ganz klar, steht in unserem Programm drin, Ausschaltung der Juden, Ausrottung, machen wir, pfah!, Kleinigkeit" vilket översatts ungefär "Det judiska folket blir utrotat" säger varje partikamrat, "helt klart, det är en del av våra planer, vi omintetgör judarna, utrotar dem, pah!, en småsak". Förintelseförnekare har invänt att det tyska ordet Ausrotten har flera betydelser, och att Himmler skulle kunnat använda det bildligt, och syfta på borttagandet av judarnas politiska och ekonomiska makt. Förnekarna har även hävdat att yttranden av Himmler inte kan ses som bevis för Förintelsens existens.

### Antal offer för Förintelsen

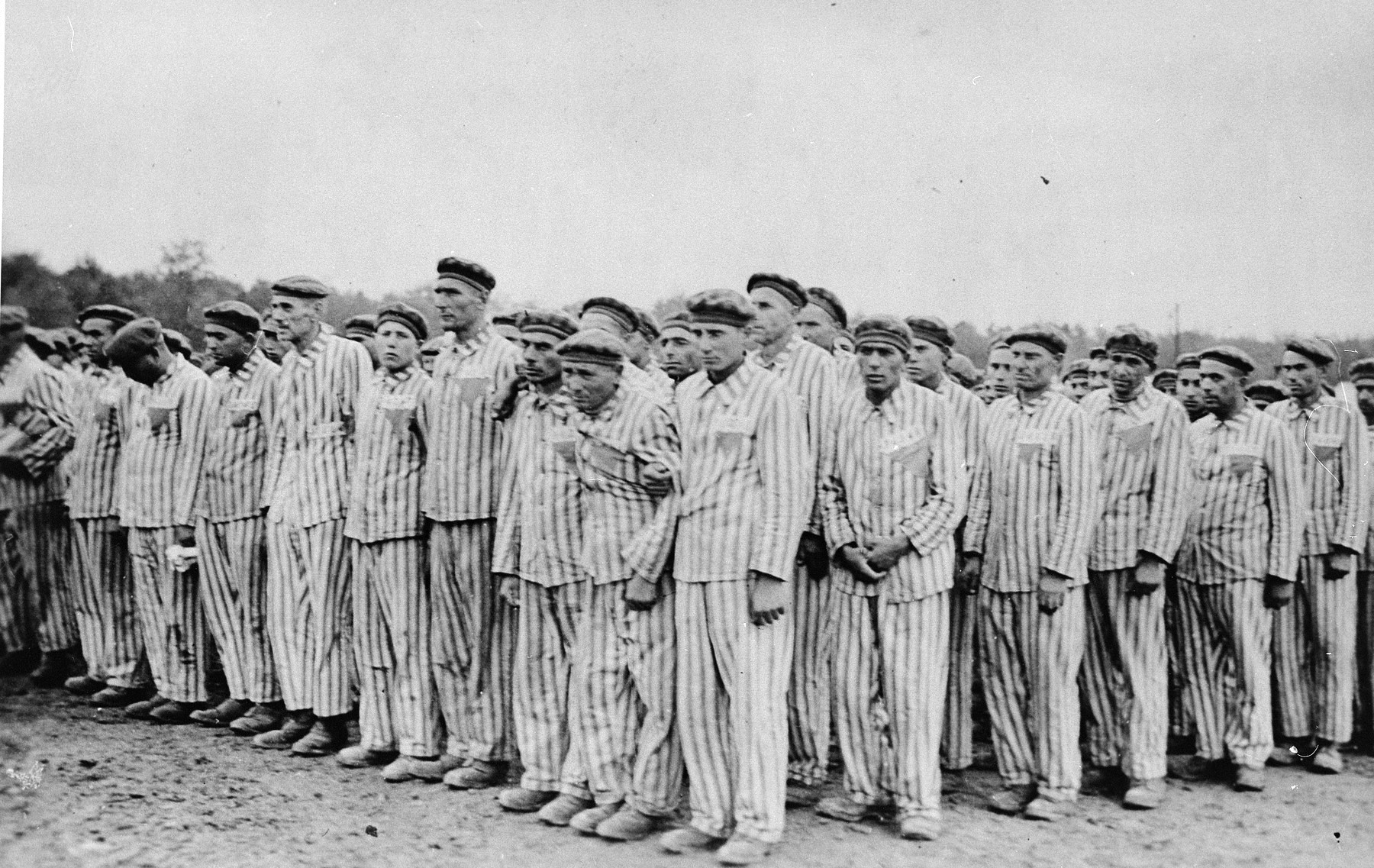
Upprop av fångar i koncentrationslägret Buchenwald.

Idag anses antalet offer för Förintelsen vara mellan fem och sex miljoner judar och uppskattningsvis fyra till fem miljoner andra människor. En beräkning som gjorts med uppgifter från varje berört land anger att antalet dödade judar ligger mellan 5 596 000 och 5 860 000. FN:s officiella uppgift är sex miljoner. Förintelseförnekare har hävdat att detta skulle vara påhittade uppgifter. Man har då dels menat att det är orealistiskt stora tal av rent praktiska skäl, och dels försökt visa på felaktigheter och motsägelser i tidigare uppgifter. Ett exempel på en person som hävdar att siffrorna är överdrivna är palestinska myndighetens ledare Mahmoud Abbas.

### Gaskammare och andra avrättningsmetoder
Förintelseförnekare och förintelsekritiker brukar ifrågasätta existensen av gaskammare i Tredje rikets koncentrationsläger, alternativt hävda att gaskammare ej användes i den utsträckning som i allmänhet görs gällande. Man ifrågasätter bland annat gasningsmetodens effektivitet.  
Förintelseförnekare hävdar att bevisen för gaskammares existens och användning i Tredje rikets koncentrationsläger blott baseras på vittnesmål från personer som påstår sig ha varit lägerfångar. Man jämför vittnesmålen med vittnesmål under häxprocesserna. Man hävdar att vittnesmålen gällande gasning i koncentrationslägren är orealistiska och motsägelsefulla. Som exempel på detta anförs bland annat ett citat som hävdas härröra från Kurt Gerstein där denne säger, om gasning i gaskammare i Bełżec, De nakna människorna står på varandras fötter, 700–800 på 25 m², 45 m³ och Till dess står människorna kvar levande i dessa fyra kamrar, 4 gånger 750 personer på 4 gånger 45 kubikmeter. Hade dessa siffror stämt hade 28–32 människor behövt stå på en kvadratmeter kammaryta. Det allmänt vedertagna totala antalet människor som mördades i samband med Förintelsen är 13 miljoner.
Gällande gaskammare anför förintelseförnekare även orimligheter vad gäller förekomsten av dem. Exempelvis, menar man, har det förr påståtts ha funnits fungerande gaskammare i princip i alla koncentrationsläger, något som idag dementeras av förintelseexperter. Fungerande gaskammare påstår man att "förintelsepropagandister" hävdat ha funnits på platser inom det egentliga Tyskland, bland annat i Dachau. Om "eutanasi"-institutet i Schloss Hartheim uppskattade Franz Ziereis att mellan 1 och 1,5 miljoner människor dödats där, något som sägs ha rapporterats som fakta av Simon Wiesenthal. Enligt officiella siffror gasades runt 30 000 personer (så kallade "livsodugliga") på Hartheim mellan 1940 och 1944. Se även Aktion T4.
Gasen Zyklon B förångas vid en temperatur av 25,7 grader Celsius, och man menar att en sådan värme ej skulle kunnat uppstå i de rum under jorden som påstås ha använts som gaskammare. Detta har emellertid bemötts med att en lokal fullproppad med människor genom dessas kroppsvärme skulle bli så pass varm att Zyklon B skulle förångas.
Förutom regelrätta gaskammare har det, enligt förintelseförnekare, påståtts att judar mördades med elektricitet i gigantiska tusenmannabassänger, och sedan förbrändes genom annan ström, i tekniskt utvecklade anordningar. Bland annat sägs följande redogörelse komma från Stefan Szendes bok Den siste juden från Polen (1944): De fördes in i jättestora hallar, vilka rymde flera tusen människor. Dessa rum ... hade golv, som kunde sänkas ned. [G]olvet [sänktes] med alla de tusentals judarna ned i en bassäng under golvet ... Så leddes starkström genom vattnet och på bara några ögonblick var alla de tusentals judarna avlivade. Sedan lyftes golvet med alla liken upp ur vattnet. En annan ström kopplades på och i de stora hallarna blev nu glödande hett som i en krematorieugn tills alla lik förbränts till aska. Alla de olika versioner som finns i vittnesmål då det gäller Förintelsen anses av förnekarna, på grund av deras påstådda inbördes och i förhållande till övriga vittnesmål brist på samstämmighet, vara att jämföra med vandringssägner och andra myter.
Nürnbergvittnesmålet från Rudolf Höss innehåller följande: Jag förde befälet över Auschwitz till 1 december 1943, och uppskattar att åtminstone 2 500 000 offer avrättades och tillintetgjordes där genom gasning och bränning. Förutom att Höss överdriver siffrorna, anser förintelseförnekarna att hans uppgift om gasning blivit framtvingad med våld och man anför ett citat man hävdar härrör från Höss, enligt förnekarna tillrättalagda, biografi, vari det står Under mitt första förhör slog de mig för att få bevis. Vad som står i protokollet vet jag inte trots att jag undertecknade det. Höss uppger även namnet på ett förintelseläger som aldrig existerat, Wolzek, vilket förintelseförnekare menar är ett tecken på att vittnesmålets uppgifter är felaktiga. Detta har dock förklarats med att Höss åsyftat lägret Sobibór, men inte kommit ihåg dess namn. Höss uppges i förhör före rättegången talat om att lägret låg 40 kilometer i riktning mot Kulm ... förbi Kulm i ostlig riktning. Det hävdas att man, när man åkte tåg från Kulm till Sobibór, färdades fyrtio kilometer, och Sobibór låg nordost om Chełm (tyska Kulm).

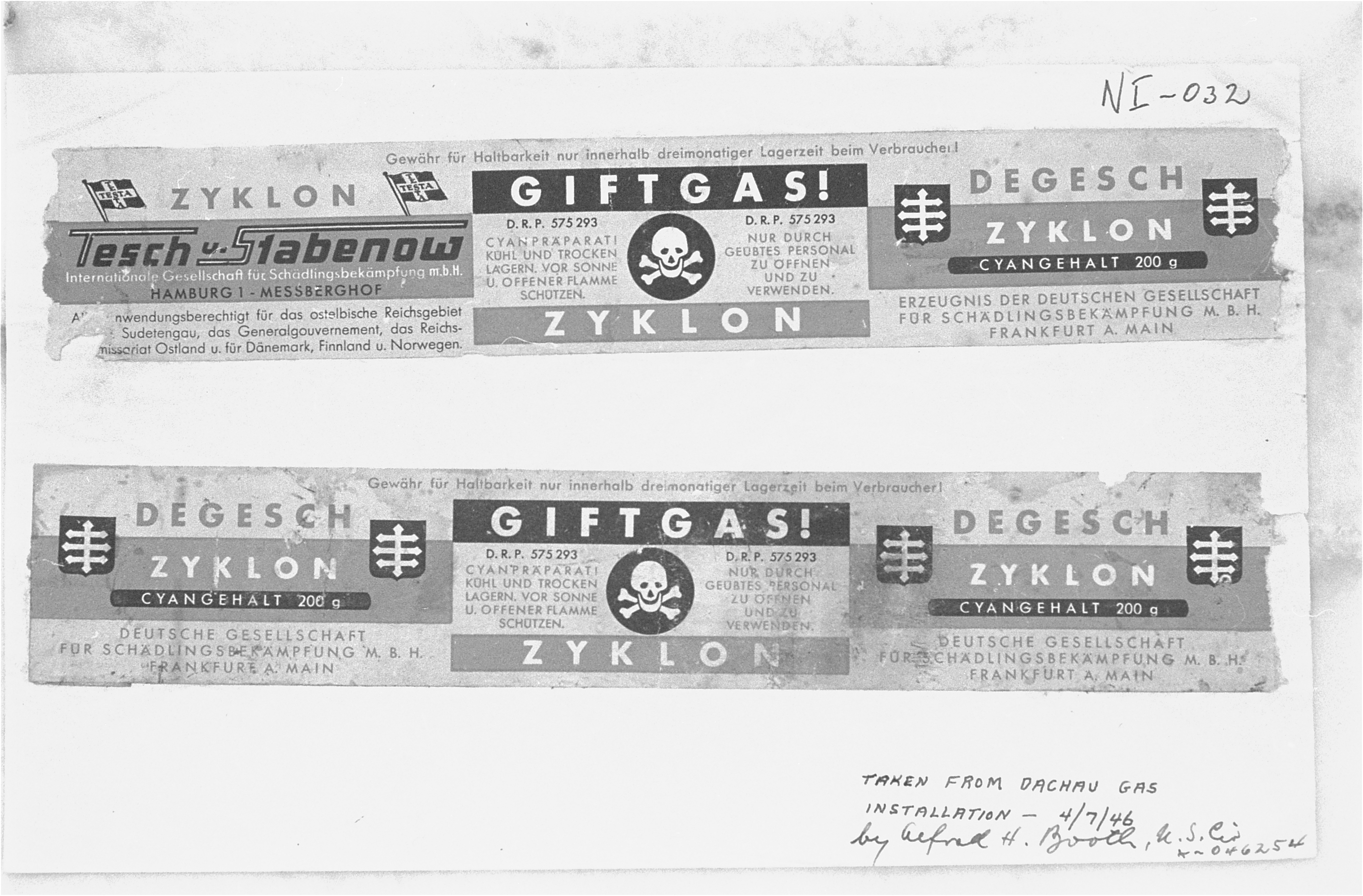
Etiketter till giftgasen Zyklon B.

Förintelseförnekare åberopar ofta en rapport av ingenjören Fred Leuchter, som 1988 företog en undersökning av gaskammare i bland annat Auschwitz. Kemisten som Leuchter anlitade fann obetydliga spår av gasen Zyklon B (vätecyanid), som tros ha använts för att ta livet av människor i kamrarna, uti själva kamrarna, medan en avsevärd mängd vätecyanid/blåsyra uppmättes i de faktiska avlusningskamrarna. Detta har emellertid förklarats med att den mängd människokroppar som gasades absorberade ämnet. Förintelseförnekare har till och med hävdat att om nazisterna haft tillgång till mer Zyklon B skulle färre judar ha dött, emedan man hävdar att tyfus var en betydande dödsorsak. Förekomsten av tyfus används även som argument för att förklara att koncentrationsläger hade krematorieugnar.

### Annat som förnekas
Förutom vad som nämnts ovan förnekar förintelseförnekare även annat som under åren hävdats. Ett av dessa påståenden, som enligt förintelseförnekare är en ren myt, är påståeendet att man gjorde tvål av fett från, eller delar av, judar. 
Förintelseforskaren Yehuda Bauer har tillbakavisat påståendet om tvålproduktion. Bauer skrev 1990, till redaktören för Jerusalem Post, att "Det nazisterna gjorde är tillräckligt förskräckligt; vi behöver inte tro på de ytterligare ohyggligheter de tänkte på, men inte hade tid att genomföra", och påpekat att tvålen var gjord av icke-organiskt fett, och inte av människofett.
Tvålarna sägs ha försetts med bokstäverna RJF, som enligt förintelseförnekarna var RIF, och inte betydde Reines Jüdisches Fett ("rent judiskt fett"), utan Reichsstelle für Industrielle Fettversorgung (Riksmyndigheten för Industriell Fettförsörjning). 
Emellanåt driver Förintelseförnekare också andra teman där andra av Hitlers förbrytelser förnekas eller ursäktas. Ett exempel på sådant har varit påståendet att Operation Barbarossa (anfallet mot Sovjetunionen) var självförsvar då Hitler bara skulle förekommit Stalin. Den uppfattningen avvisas av den stora majoriteten av historiker, även om den haft viss popularitet.

## Yttrandefrihetsdiskussion
En sidodebatt är huruvida yttrandefriheten skall omfatta förnekandet av förintelsen. I flera europeiska länder, främst de som var direkt inblandade i eller berörda av förintelsen, är förintelseförnekelse förbjuden i lag. Frågan om harmonisering inom EU av lagarna om hets mot folkgrupp, förintelseförnekelse och mer allmänt förnekande av folkmord har diskuterats under Tyskland och Luxemburgs ordförandeskap, men bland annat de nordiska länderna samt Storbritannien och Italien har blockerat frågan då man anser att förbud skulle innebära en alltför långtgående inskränkning av de demokratiska rättigheterna. Vid behandlingen i det svenska Konstitutionsutskottet fick regeringen stöd för sin ståndpunkt i frågan, speciellt när det gäller att inkludera uttalanden som "inte innebär hot eller missaktning" i lagen om Hets mot folkgrupp.

### Reaktioner på förnekandet av Förintelsen
FN:s Generalsekreterare Kofi Annan gjorde 2006 ett uttalande om Förintelseförnekelse: "Remembering is a necessary rebuke to those who say the Holocaust never happened or has been exaggerated. Holocaust denial is the work of bigots; we must reject their false claims whenever, wherever and by whomever they are made."
Kenneth S. Stern har beskrivit Förintelseförnekelse som en del av de konspirationsteorier som alltid drabbat judar: "Historically, Jews have not fared well around conspiracy theories. Such ideas fuel anti-Semitism. The myths that Jews killed Christ, or poisoned wells, or killed Christian children to bake matzo, or "made up" the Holocaust, or plot to control the world, do not succeed each other; rather, the list of anti-Semitic canards gets longer. The militia movement today believes in the conspiracy theory of the Protocols, even if some call it something else and never mention Jews. From the perspective of history, we know that this is the type of climate in which anti-Semitism can grow."

## Källhänvisningar
1. 1 2  Kenneth Stern (1997): A Force upon the Plain: The American Militia Movement and the Politics of Hate, sid. 247. University of Oklahoma Press.
2. 1 2  The Nizkor Project: What about the claim that those who question the "Holocaust" are anti-Semitic or neo-Nazi? Arkiverad 26 november 2010 hämtat från the Wayback Machine.
3. ↑  Forum för levande historia: Historierevisionism Arkiverad 17 juli 2006 hämtat från the Wayback Machine. besökt 1 maj 2006
4. ↑  Helene Lööw. ”Från Lindholmare till Vamare”. Vitt oljud. Forum för levande historia. Arkiverad från originalet den 8 oktober 2007. https://web.archive.org/web/20071008155736/http://vittoljud.levandehistoria.se/art_demokrati/04_demokrati.html.
5. 1 2 3  Richard J. Evans (2001). Lying about Hitler: History, Holocaust and the David Irving Trial. ISBN 0-465-02153-0
6. ↑  Holocaust Glossary besökt 19 april 2006
7. ↑  Radio Islam: Var Nürnbergrättegångarna om tyska krigsförbrytelser en sionistisk process? Arkiverad 21 juli 2006 hämtat från the Wayback Machine. besökt 19 april 2006
8. ↑  CNN.com: Iranian leader: Holocaust a 'myth' Arkiverad 21 april 2006 hämtat från the Wayback Machine. besökt 19 april 2006
9. ↑  Iran hosts Holocaust conference. besökt 4 februari 2007
10. ↑  Palestinian Holocaust Denial Arkiverad 23 oktober 2006 hämtat från the Wayback Machine. besökt 1 maj 2006
11. ↑   förintelsen i Nationalencyklopedins nätupplaga. Läst 20 juli 2001.
12. ↑  ”The Wannsee Conference”. Holocaust Education & Archive Research Team. Holocaust Research Project. http://www.holocaustresearchproject.org/holoprelude/Wannsee/wannseeconference.html. Läst 4 juli 2015.
13. ↑  Radio Islam: Radio Islam: Dog verkligen sex miljoner? Sanningen till sist av Richard Harwood Arkiverad 9 maj 2006 hämtat från the Wayback Machine. besökt 19 april 2006
14. ↑  The "silly" Wannsee-Lie re-hashed Arkiverad 2 november 2005 hämtat från the Wayback Machine. besökt 19 april 2006
15. ↑  Radio Islam: Varför dömdes Ahmed Rami? Ska historien vara en helig Bibel? Arkiverad 14 juli 2006 hämtat från the Wayback Machine. besökt 24 april 2006
16. ↑  Fritz Hippler, Eberhard Taubert, Der Ewige Jude, film, 1940
17. ↑  Jürgen Graf: Förintelsen skärskådad: Ögonvittnesuppgifter kontra naturlagar – Hitler-citat som "bevis" för förintelsen Arkiverad 14 februari 2005 hämtat från the Wayback Machine. besökt 24 april 2006
18. ↑  Holocaust-History.org: The Complete Text of the Poznan Speech Arkiverad 12 februari 2012 hämtat från the Wayback Machine. besökt 4 augusti 2007
19. ↑  The Website of Carlos Whitlock Porter: Nizkoprophagists (a.k.a. Nizkor) Debate Porter on Himmler Secret Speech besökt 4 september 2007
20. ↑   förintelsen i Nationalencyklopedins nätupplaga. Läst 11 februari 2008.
21. ↑  Aftonbladet: Professor: "Gasdöden är en bluff" Arkiverad 29 april 2003 hämtat från the Wayback Machine. besökt 18 april 2006
22. ↑  Levande historia: Hur många mördades? Arkiverad 27 september 2007 hämtat från the Wayback Machine. besökt 18 april 2006
23. ↑  "Nazi Conspiracy and Aggression" vol. VI, s 792 Arkiverad 8 augusti 2019 hämtat från the Wayback Machine. besökt 29 januari 2007
24. ↑  Jürgen Graf: Förintelsen skärskådad: Ögonvittnesuppgifter kontra naturlagar – 27. De rikstyska gaskamrarna Arkiverad 14 februari 2005 hämtat från the Wayback Machine. besökt 18 april 2006
25. ↑  Die Geschichte von Schloss Harthem: Der Nationalsozialismus Arkiverad 10 juni 2007 hämtat från the Wayback Machine. besökt 30 januari 2006
26. ↑  Radio Islam: Artikeln om rättegången mot Graf/Förster den 16 juli 1998 i tidskrften The Journal of Historical Review, volym 17 nummer 4 (juli/augusti 1998) Arkiverad 20 november 2005 hämtat från the Wayback Machine. besökt 23 april 2006
27. 1 2  Markus Tiedemann, Förintelsen och förnekarna, Gleerup, Malmö, 2004, ISBN 91-40-64225-9
28. ↑  Jürgen Graf: Förintelsen skärskådad: Ögonvittnesuppgifter kontra naturlagar – 24. Spökförintelselägret Belzec Arkiverad 14 februari 2005 hämtat från the Wayback Machine., besökt 18 april 2006
29. ↑  Testimony of Rudolf Hoess, Commandant of Auschwitz Arkiverad 7 mars 2006 hämtat från the Wayback Machine. besökt 18 april 2006
30. ↑  Radio Islam: Under vilka omständigheter kom Rudolf Höss "bekännelse" till? Arkiverad 21 juli 2006 hämtat från the Wayback Machine. besökt 18 april 2006
31. ↑  Holocaust-history.org: The 'Wolzek' Paradox Arkiverad 28 juni 2006 hämtat från the Wayback Machine. besökt 19 april 2006
32. ↑  Jürgen Graf: Förintelsen skärskådad: Ögonvittnesuppgifter kontra naturlagar – 19. Leuchters utlåtande. Arkiverad 14 februari 2005 hämtat från the Wayback Machine. besökt 18 april 2006
33. ↑  Radio Islam: Varför hade då tyskarna krematorieugnar i Auschwitz och de andra lägren? Arkiverad 21 juli 2006 hämtat från the Wayback Machine. besökt 18 april 2006
34. ↑  Jewish cemeteries from Focsani Arkiverad 27 september 2007 hämtat från the Wayback Machine. besökt 19 april 2006
35. ↑  Levande historia: Förintelsehistorien: Hur mycket är falskt? besökt 19 april 2006
36. ↑  Deceit & Misrepresentation The Techniques of Holocaust Denial – Yehuda Bauer on the Soap Allegations Arkiverad 2 oktober 2006 hämtat från the Wayback Machine. besökt 19 april 2006
37. ↑  Konstitutionsutskottets verksamhet vid riksmötet 2006/07
38. ↑  BBC News, Annan fördömer Förintelseförnekelse